# Pyrrhopyge phylleia
Espèce
Pyrrhopyge phylleia est une espèce de lépidoptères (papillons) de la famille des Hesperiidae, de la sous-famille des Pyrginae, de la tribu des Pyrrhopygini et du genre Pyrrhopyge.

## Dénomination
Pyrrhopyge telassa a été nommé par William Chapman Hewitson en 1866.

### Nom vernaculaire
Pyrrhopyge phylleia se nomme Orange-edged Firetip en anglais.

### Sous-espèces
- Pyrrhopyge phylleia phylleia; présent  en Bolivie.
- Pyrrhopyge phylleia delos Evans, 1951; présent et au Pérou[1].

## Description
Pyrrhopyge phylleia est un papillon au corps trapu marron, aux extrémités de la tête et de l'abdomen rouge.
Les ailes sont de couleur marron foncé avec une marge orange, fine aux ailes antérieures, plus large aux ailes postérieures.

## Écologie et distribution
Pyrrhopyge phylleia est présent en Bolivie et au Pérou.

### Biotope
Pyrrhopyge telassa réside dans la forêt humide entre 800 m et 1 800 m.

### Protection
Pas de statut de protection particulier.